# Zoyotla
Zoyotla är en ort i Mexiko.   Den ligger i kommunen Huitzilan de Serdán och delstaten Puebla, i den sydöstra delen av landet, 160 km öster om huvudstaden Mexico City. Zoyotla ligger 1 149 meter över havet och antalet invånare är 1 066.
Terrängen runt Zoyotla är kuperad österut, men västerut är den bergig. Runt Zoyotla är det ganska tätbefolkat, med 65 invånare per kvadratkilometer. Närmaste större samhälle är Zongozotla, 6,7 km nordväst om Zoyotla. I omgivningarna runt Zoyotla växer i huvudsak städsegrön lövskog.